# Pascualina
Pascualina – seria kalendarzy wydawana od roku 1990 przez firmę Brujo Films.
W kalendarzu znajduje się miejsce na notatki, komiksowa opowieść o dziewczynie piszącej
pamiętnik, adresownik oraz mnóstwo kolorowych naklejek.
W serii ukazały się:
- 1990 – Pascualina
- 1991 – Ríe Pascualina!
- 1992 – Olivio conoce a Pascualina
- 1993 – Pascualina en una Sandía
- 1994 – Pacualina 1994
- 1995 - Pacualina presenta a Aldonza
- 1996 – Pascualina 1996
- 1997 – Pascualina 1997
- 1998 – Pascualina 1998
- 1999 – Pascualina 1999
- 2000 – Pascualina 2000
- 2001 – Pascualina 2001
- 2002 – Pascualina 2002
- 2003 – Pascualina 2003
- 2004 – Pascualina 2004
- 2005 – Pascualina 2005
- 2006 – Pascualina 2006
- 2007 – Pascualina in Brugges

Pascualina wydawana jest m.in. w:
- Polsce
- Kanadzie
- Kolumbii
- Stanach Zjednoczonych
- Hiszpanii
- Korei
- Japonii
- Peru
- Brazylii
- Salwadorze
- Panamie